# ایگل ایر (اوگاندا)
ایگل ایر (به انگلیسی: Eagle Air) یک شرکت هواپیمایی با کد یاتا H7 است که در ۱۹۹۴ میلادی تأسیس شده‌است. دفتر مرکزی ایگل ایر در کامپالا، اوگاندا واقع شده‌است و قطب این شرکت هواپیمایی در فرودگاه بین‌المللی انتبه قرار دارد و به ۱۸ مقصد، پرواز انجام می‌دهد.